# シュムシク
シュムシク（ウクライナ語: Шумськ）はウクライナ・テルノーピリ州の市である。また、シュムシク地区(ru)の行政中心地である。
ホルィニ川支流のヴィリヤ川(ru)右岸に位置する。年代記上の初出は1149年。